# Eucithara articulata
Eucithara articulata é uma espécie de gastrópode do gênero Eucithara, pertencente à família Mangeliidae.